# Evolution (film, 2021)
Pour plus de détails, voir Fiche technique et Distribution.
Evolution est un film hongrois réalisé par Kornél Mundruczó, sorti en 2021. L'histoire est inspirée de la vie de la scénariste, Kata Wéber, enfant de survivants de la Shoah. Le film est présenté au Festival de Cannes 2021 en section Cannes Premières.

## Fiche technique
Sauf indication contraire, les informations mentionnées dans cette section peuvent être confirmées par la base de données cinématographiques IMDb,  présente dans la section « Liens externes ».
- Titre français : Evolution
- Réalisation : Kornél Mundruczó
- Scénario : Kata Wéber
- Photographie : Yorick Le Saux
- Direction artistique : Albrecht Konrad et Judit Varga
- Costumes : Melinda Domán et Sophie Klenk-Wulff
- Montage : Dávid Jancsó
- Musique : Dascha Dauenhauer
- Production : Michael Weber, Viola Fügen, Viktoria Petrányi et Martin Scorsese
- Sociétés de production : Match Factory Production, Proton Cinéma et ZDF/Arte
- Société de distribution : Dulac Distribution (France)
- Pays de production :  Hongrie,  Allemagne
- Langue originale : hongrois, allemand
- Format : couleur — 1,33:1
- Genre : drame, historique
- Durée : 97 minutes
- Dates de sortie :
  - France : 11 juillet 2021 (Festival de Cannes 2021), 18 mai 2022 (sortie en salle)
  - Hongrie : 25 novembre 2021

## Distribution
- Lili Monori : Eva (adulte)
- Annamária Láng : Léna
- Goya Rego : Jónás
- Padmé Hamdemir : Yasmin

## Production

### Tournage
La photographie est assurée par le Français Yorick Le Saux. Le film, constitué de trois segments, est filmé en trois plans-séquences, nécessitant de très longues prises et des mouvements de caméra soigneusement chorégraphiés.

## Accueil

### Critique
En France, le site Allociné recense une moyenne des critiques presse de 3,8/5.

## Distinction

### Sélection
- Festival de Cannes 2021 : sélection en section Cannes Premières